# Пјетрамурата (Тренто)
Пјетрамурата је насеље у Италији у округу Тренто, региону Трентино-Јужни Тирол.
Према процени из 2011. у насељу је живело 1016 становника. Насеље се налази на надморској висини од 249 м.